# Liste der Bodendenkmale in Sachsen-Anhalt
In der Liste der Bodendenkmale in Sachsen-Anhalt sind die Bodendenkmale im deutschen Bundesland Sachsen-Anhalt aufgelistet.
Grundlage der Einzellisten sind die in den jeweiligen Listen angegebenen Quellen. Die Angaben in den einzelnen Listen ersetzen nicht die rechtsverbindliche Auskunft der zuständigen Denkmalschutzbehörde. Die erforderlichen Denkmaleigenschaften werden im Denkmalschutzgesetz des Landes Sachsen-Anhalt festgeschrieben.
Das Denkmalinformationssystem des Landes Sachsen-Anhalt ist das zentrale Fachinformationssystem für die Denkmalpflege. Darin sind rund 36.000 Baudenkmale und archäologische Kulturdenkmale eingetragen, sortiert nach verschiedenen Denkmalkategorien.

## Aufteilung
Wegen der großen Anzahl von Bodendenkmalen in Sachsen-Anhalt ist diese Liste in Teillisten aufgeteilt, sortiert nach den elf Landkreisen und drei kreisfreien Städten.
- Liste der Bodendenkmale im Altmarkkreis Salzwedel
- Liste der Bodendenkmale im Landkreis Anhalt-Bitterfeld
- Liste der Bodendenkmale im Landkreis Börde
- Liste der Bodendenkmale im Burgenlandkreis
- Liste der Bodendenkmale in Dessau-Roßlau
- Liste der Bodendenkmale in Halle (Saale)
- Liste der Bodendenkmale im Landkreis Harz
- Liste der Bodendenkmale im Landkreis Jerichower Land
- Liste der Bodendenkmale in Magdeburg
- Liste der Bodendenkmale im Landkreis Mansfeld-Südharz
- Liste der Bodendenkmale im Saalekreis
- Liste der Bodendenkmale im Salzlandkreis
- Liste der Bodendenkmale im Landkreis Stendal
- Liste der Bodendenkmale im Landkreis Wittenberg